# 向海街道
向海街道，是中华人民共和国辽宁省盘锦市大洼区下辖的一个乡镇级行政单位。辽政【2016】69号文件将大洼镇、王家镇、榆树镇撤销，重组为大洼街道和榆树街道；盘政【2016】36号文件将向海街道从大洼街道析出。

## 行政区划
向海街道下辖8个社区和5个村：惠安社区、东三社区、永兴社区、胜利社区、永盛社区、宝兴社区、永昌社区、双兴社区；王家村、曙光村、西海村、华侨村、石庙子村。